# 哈里姆战役
哈里姆战役于1164年8月12日在叙利亚的哈里姆进行，由努尔丁的军队对阵来自的黎波里伯国、安条克公国、拜占庭帝国和亚美尼亚的联军。努尔丁取得了决定性胜利，俘虏了大部分敌军的指挥官。

## 背景
1163年，耶路撒冷国王阿马尔里克一世率军入侵埃及，拉开十字军国家东进的序幕。努尔丁趁此机会入侵的黎波里，但在布盖阿战役中被大群敌人围攻，险些丧命。然后，他在摩苏尔的兄弟古特卜丁、来自阿勒颇和大马士革的其他封臣以及阿尔图格人的援助下北上安条克，并于1164年围攻哈里姆要塞。提尔的威廉说，“向往常一样，他让军队在城外铺开，开始狂热的劫掠，这让居民们无法休息。”

## 战役经过
哈里姆领主、圣瓦莱里的雷金纳德请求支援，的黎波里的雷蒙德三世、安条克的博希蒙德三世和埃德萨的若斯兰三世均前来幫助解围。西里西亚的拜占庭总督康斯坦丁诺斯·卡拉马诺斯、亚美尼亚王子托罗斯和姆莱一世，以及卢西尼昂的休八世和昂古莱姆的威廉六世的兄弟杰弗里·马特尔也加入了他们的行列，后两人都是在朝圣途中刚刚抵达的。
努尔丁准备在他们到达时放弃围城，但十字军受到在布盖阿取胜的鼓舞，“不顾军纪……不顾一切地分兵并四处游击敌人。”努尔丁的军队挡住了他们的进攻并进行反击，将十字军推入了沼泽，他们“像祭坛前的祭品一样”被屠杀。
努尔丁可能只是假装撤退以吸引十字军伏击，但是当援军到达时他放弃围攻，努尔丁大概没料到十字军会追击他。提尔的威廉也认为这样贸然追击很鲁莽。“只有识破了突厥人诡计并且没有贸然追击的亚美尼亚王子托罗斯逃脱了这个悲剧”。姆莱也避免了被俘。康斯坦丁诺斯·卡拉马诺斯、休、雷蒙德、博希蒙德和若斯兰在阿勒颇被俘并投入了监狱。据伊本·艾西尔记载，有10000名十字军被杀。

## 后续
努尔丁继续围攻并在几天后占领了哈里姆。由于阿马尔里克不在埃及，三个十字军国家现在都失去了其统治者，但努尔丁並不想攻击安条克，因为害怕激起拜占庭的反击——其名义上是帝国的领地。对他的批评者，他回答说：“我宁愿让博希蒙德而不是希腊人国王作邻居”。努尔丁继续围攻并占领了巴尼亚斯。阿马尔里克放弃了埃及，与阿尔萨斯的蒂埃里一起向北进军，以减轻努尔丁对安条克的压力。博希蒙德于1165年被释放，但雷蒙德一直在狱中呆到1173年。

## 注脚
1. ↑  Runciman 1952，第368頁.
2. ↑  Barber 2012，第240頁.
3. ↑  Oldenbourg 1966，第363頁.
4. ↑  Cawley 2012，Lords of Harenc.
5. 1 2  Oldenbourg 1966，第364頁.